# Медведицкие яры
Медве́дицкие яры — асимметрично-денадуционная возвышенность, расположенная вдоль правого берега реки Медведицы от поселка Медведицкий до Даниловки на севере Волгоградской области. Перекрыта в западной части конечно-моренными ледниковыми отложениями, сильно расчленена овражной эрозией.